# Obtusipalpis rubricostalis
Obtusipalpis rubricostalis là một loài bướm đêm trong họ Crambidae.